# Ermita del Sagrat Cor de Jesús (Terrassa)
L'ermita del Sagrat Cor de Jesús és un edifici religiós del municipi de Terrassa (Vallès Occidental), al barri de Can Boada del Pi, protegit com a bé cultural d'interès local.
És una ermita de petites dimensions, d'una nau i amb coberta amb volta parabòlica de maó pla. L'absis, hexagonal, està cobert amb tres voltes apuntades que s'intersequen amb la nau mitjançant arestes, i amb una finestra d'arc apuntat a cadascun dels tres pinyons de les parets de l'absis. L'obra és de maó i estucada de color blanc, vorejada amb un sòcol fet amb còdols. La façana principal presenta un campanar de cadireta sobre la porta d'accés.
Està situada al damunt d'un turonet artificial, provocat pels rebaixos del terreny, vora la masia de Can Boada del Pi, i és una obra modernista de Josep Maria Coll i Bacardí.

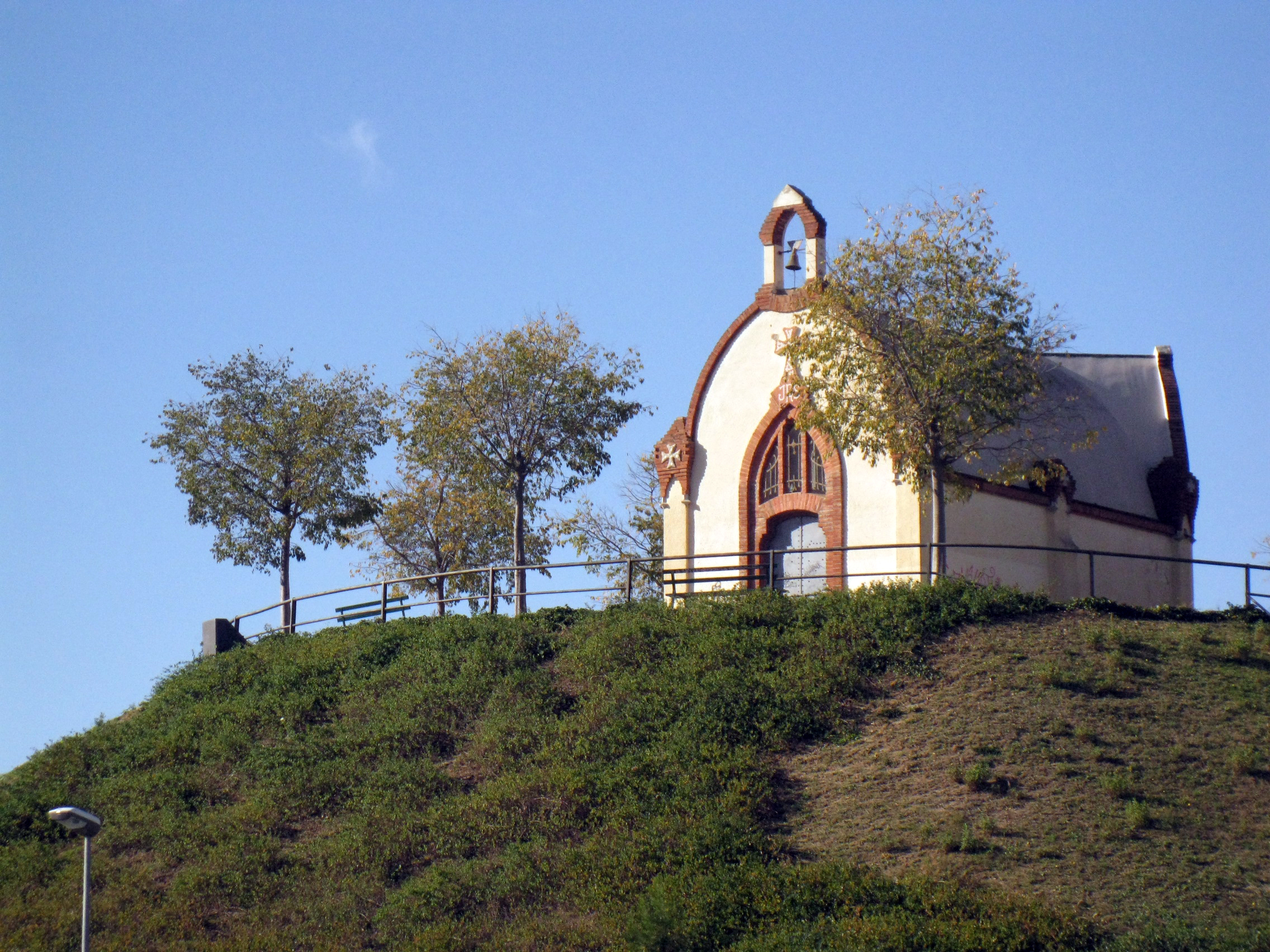
Vista de l'ermita dalt del turonet
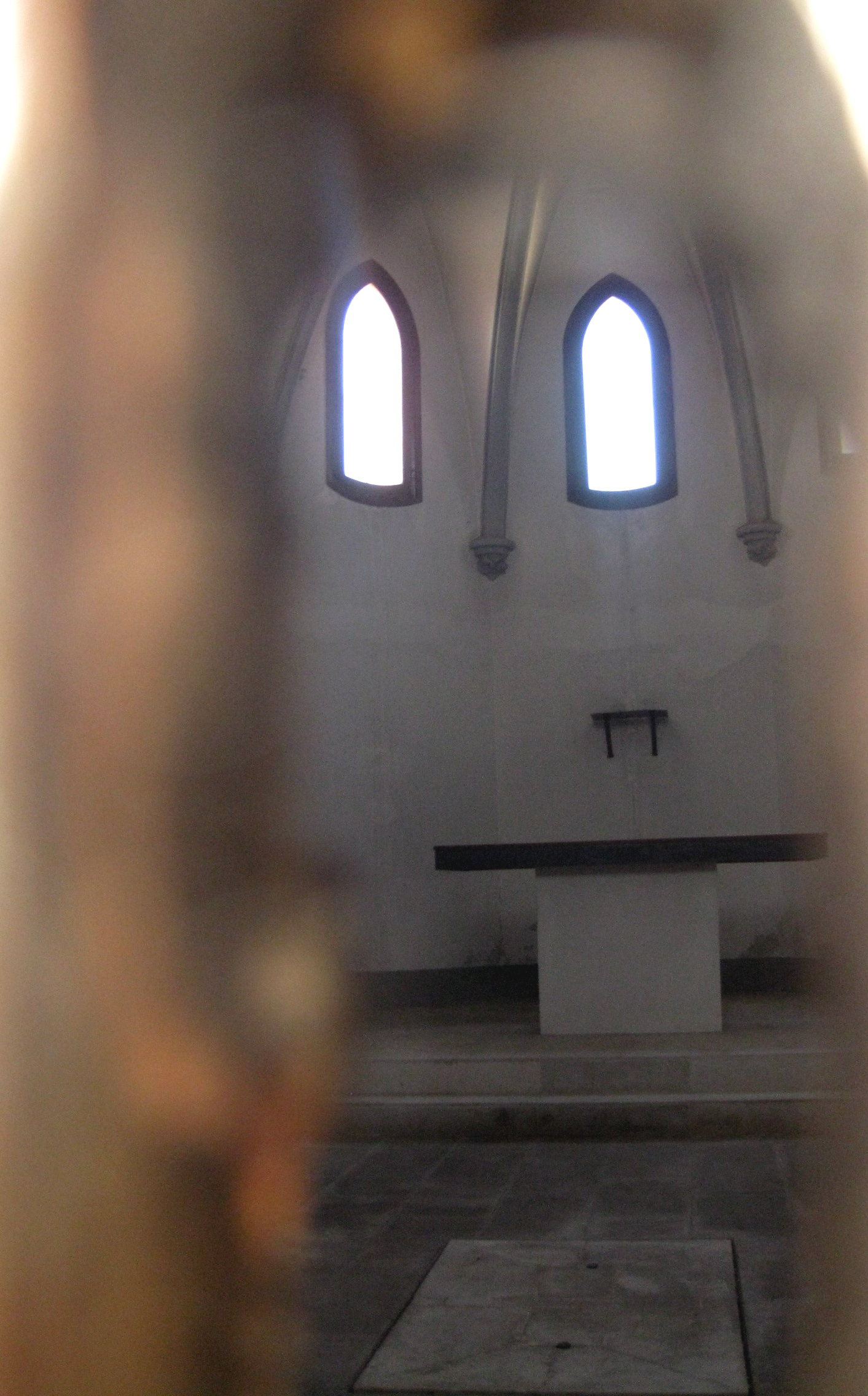
L'interior de l'ermita, vist des del forat del pany
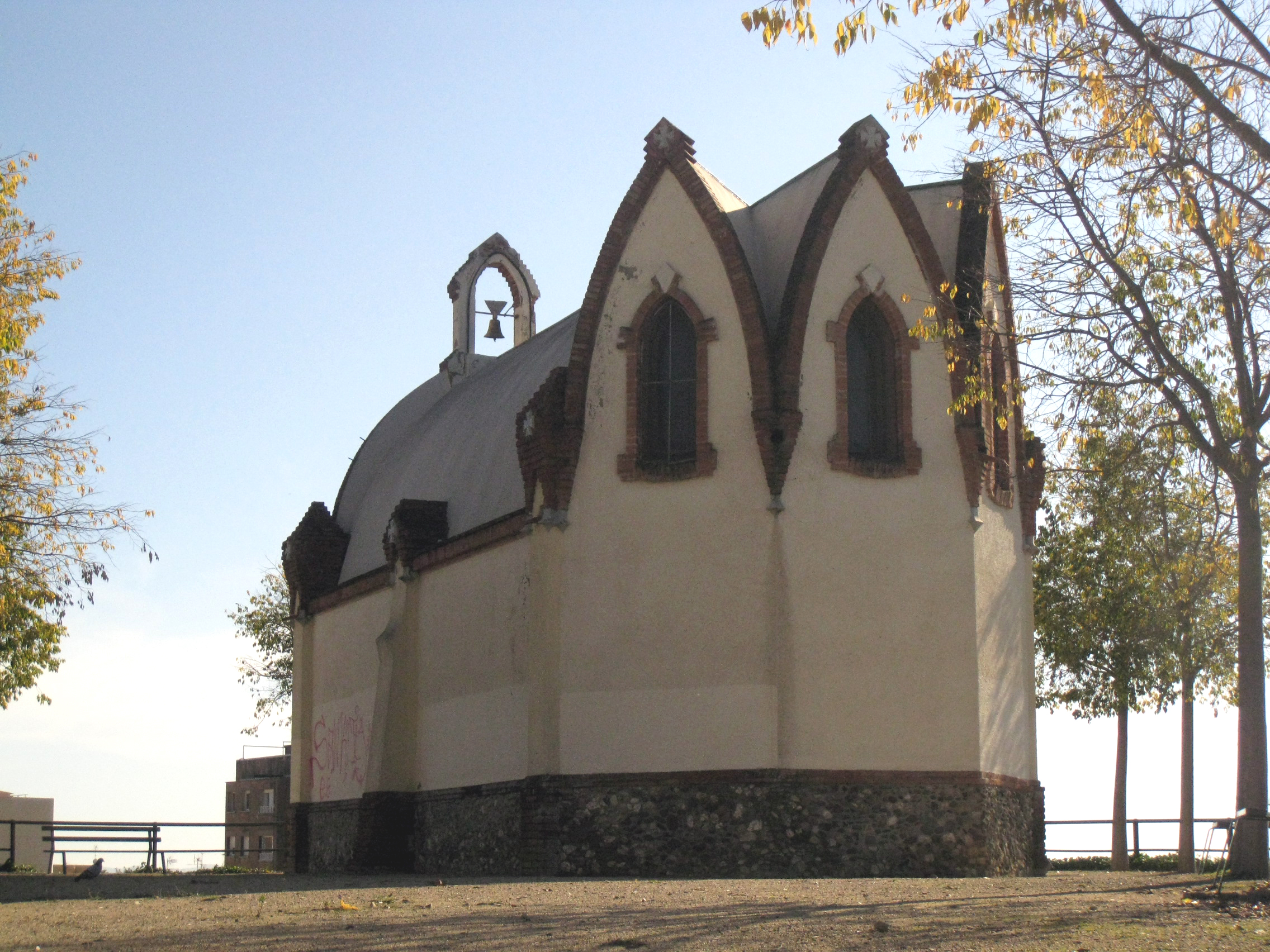
Vista de l'absis